# Марк Фабер
Марк Фабер (англ. Marc Faber, також відомий як "Dr. Doom"; нар. 28 лютого 1946; Цюріх, Швейцарія)  — швейцарський інвестор із Таїланду. Він є видавцем інформаційного бюлетеня Gloom Boom & Doom Report і директором компанії Marc Faber Ltd, яка виступає інвестиційним радником і менеджером фонду.  Фабер також є директором, радником і акціонером ряду інвестиційних фондів, які зосереджуються на ринках, що розвиваються, і передових ринках, включаючи Asia Frontier Capital Ltd., AFC Asia Frontier Fund.  Фаберу приписують те, що він радив своїм клієнтам залишити фондовий ринок перед крахом у жовтні 1987 року , а також у 2005-06 роках багато писав про неминучий обвал цін на житло перед фінансовою кризою 2007–2008 років. У 2017 році його розкритикували за расистські висловлювання  .

## Кар'єра
Фабер народився в Цюріху , Швейцарія, і навчався в Цюріху та Женеві, де виступав за національну збірну Швейцарії з лижного спорту (B-Team).  Він вивчав економіку в Цюрихському університеті і у віці 24 років отримав ступінь доктора філософії в галузі економіки.  
Протягом 1970-х років Фабер працював на White Weld & Co. у Нью-Йорку, Цюріху та Гонконгу. Він переїхав до Гонконгу в 1973 році. Він також був керуючим директором Drexel Burnham Lambert Hong Kong  з початку 1978 року до краху фірми в 1990 році. У 1990 році він заснував власний бізнес, Marc Faber Limited. Зараз Фабер проживає в Чіангмаї, Таїланд, хоча має невеликий офіс у Гонконгу. 

## Інвестиційні погляди

### У 1980-х роках
Фаберу приписують те, що він порадив своїм клієнтам покинути фондовий ринок перед жовтневим крахом 1987 року . 

### У 2000-х роках
У 2001 році Фабер сказав інвесторам купувати золото; вартість якого пізніше збільшився більш ніж удвічі.  Він правильно передбачив зниження курсу долара США з 2002 року. 
У 2005-06 роках Фабер багато писав про майбутній обвал цін на житло. 
У травні 2006 року Фабер заявив, що порадить швейцарським пенсійним фондам вивести активи зі США, оскільки ФРС «усюди створила бульбашки, які можуть призвести до одного виверження вулкана за іншим». 
У 2007 році Фабер правильно передбачив зростання цін на нафту, дорогоцінні метали, інші товари, ринки, що розвиваються, і особливо Китай у своїй книзі « Золото майбутнього: епоха відкриттів в Азії» .  Він заявив, що доступних інвестицій мало, за винятком сільськогосподарських угідь і нерухомості на деяких ринках, що розвиваються, таких як Росія, Парагвай і Уругвай. 
Він також висловив тимчасове підвищення курсу долара США в середині 2008 року, перш ніж він різко відновився, і позитивні очікування щодо утримання японської єни.  У грудні 2008 року Фабер сказав: «Я думаю, що відновлення не настане в найближчі пару років, можливо, через п'ять, 10 років».  Його передбачення виявилося невірним. Згодом індекс S&P 500 виріс на 48% з 865,58 на 1 січня 2009 року до 1282,62 на 1 січня 2011 року. 
У 2009 році Фабер зі 100% упевненістю передбачив, що політика Федеральної резервної системи щодо утримання процентних ставок біля нуля призведе до гіперінфляції , яка наближається до рівня, який спостерігається в Зімбабве . У попередньому звіті рівень інфляції в Зімбабве досяг 89 секстильйонів відсотків.  Його прогноз був невірним. 

### У 2010-х роках
У 2012 році Фабер заявив, що існує «100% ймовірність» глобальної економічної рецесії пізніше того ж року або на початку 2013 року.  Його прогноз був невірним. Згодом середній світовий продукт стабільно зростав на 3,4% у кожному з 2012, 2013 та 2014 років і на 3,5% у 2015 році.
У 2012 році Фабер передбачив, що індекс S&P 500 впаде щонайменше на 20% протягом 6–9 місяців після переобрання Барака Обами.  Його прогноз виявився невірним. 
27 березня 2013 року Фабер заявив, що США створюють «бульбашки, де сховатися нікуди» в багатьох країнах з економікою, що розвивається, наприклад в Індонезії, Філіппінах і Таїланді (у чотири рази порівняно з мінімумами 2009 року). 
14 січня 2015 року Фабер передбачив, що ціни на золото зростуть на 30% у 2015 році.  Його прогноз був невірним. Згодом ціни на золото впали на 14% з 1234 доларів США 14 січня 2015 року до 1060 доларів США 31 грудня 2015 року. 
23 липня 2015 року Фабер заявив, що інвестори повинні зберігати готівку для кращих можливостей покупки після корекції. 

## Публікації
Faber пише щомісячний інформаційний бюлетень про паперові інвестиції The Gloom Boom & Doom Report, а також лист для онлайн-підписки «Monthly Market Commentary». Він також є автором кількох книг, таких як «Велика грошова ілюзія»; The Confusion Of The Confusions (1988), Riding the Millennial Storm: Marc Faber's Path to Profit in the Financial Markets (1998) і Tomorrow's Gold: Asia's Age of Discovery (2010).
Фабер був автором Forbes  і International Wealth (дочірнього видання Financial Times).  Він регулярно брав участь у кількох веб-сайтах, таких як Financial Intelligence, Asian Bond Portal, Die Welt, Finanzen, Boerse, AME Info, Swiss Radio, Apple Hong Kong і Taiwan, Quamnet, Winners, Wealth і Oriental Daily. Він також періодично писав для International Herald Tribune, Wall Street Journal та Borsa e Finanza . 

Фабер протягом багатьох років був негативно налаштований щодо американської економіки, і продовжує бути таким. Він завершив свій інформаційний бюлетень за червень 2008 року такою імітаційною цитатою:
Федеральний уряд надсилає кожному з нас знижку в розмірі 600 доларів. Якщо ми витратимо ці гроші на Wal-Mart, гроші підуть до Китаю. Якщо ми витрачаємо його на бензин, він йде до арабів. Якщо ми купимо комп’ютер, він піде до Індії. Якщо ми закуповуватимемо фрукти та овочі, вони підуть до Мексики, Гондурасу та Гватемали. Якщо ми купимо хорошу машину, вона поїде до Німеччини. Якщо ми купимо непотрібне лайно, воно піде на Тайвань, і нічого з цього не допоможе американській економіці. Єдиний спосіб зберегти ці гроші вдома — витратити їх на повій і пиво, оскільки це єдині продукти, які все ще виробляються в США. Я робив свою частину.

## Критика
Фабер викликав критику 17 жовтня 2017 року за расистські  зауваження, зроблені в його інвестиційному бюлетені. У жовтневому випуску Faber's Gloom, Doom and Boom Report він критикував «ліберальних лицемірів» і постійні спроби знести «пам’ятники історичних особистостей». Він висловив думку, що США досягли успіху, тому що білі люди утримували владу. «Слава Богу, що Америку населили білі люди, а не чорні», — написав Фабер, згідно з уривком інформаційного бюлетеня, який цитує Business Insider . «Інакше США виглядали б як Зімбабве , яким вони все одно могли б виглядати одного дня, але принаймні Америка насолоджувалася 200 роками економічного та політичного сонця під білою більшістю. Я не расист, але реальність – незалежно від того, як політично некоректний – також має бути прописаний».  Крім того, він захищав статуї видатних особистостей з Конфедеративних Штатів Америки , називаючи їх «чесними людьми, чиїм єдиним злочином було захищати те, що робили всі суспільства протягом більш ніж 5000 років: тримати частину населення в рабстві».  Фабер захистив свої коментарі в наступній заяві для Business Insider , додавши, що він «природно підтримує цей коментар, оскільки це незаперечний факт». Фабер також сказав: «Якщо констатація деяких історичних фактів робить мене расистом, то я вважаю, що я расист. Роками японців засуджували за те, що вони заперечували бійню в Нанкіні».  Пізніше Фабера попросили залишити члени ради директорів кількох компаній, зокрема Ivanhoe Mines , Sprott Inc. і NovaGold Resources . Фабер повідомив Reuters, що його звільнили з американської компанії Sunshine Silver Mining Corp, В'єтнамського фонду розвитку, яким керує Dragon Capital, і Indochina Capital Corporation. CNBC, Fox Business і Bloomberg TV заявили, що не планують майбутніх виступів. 